# Шумилов, Юрий Геннадьевич
Юрий Геннадьевич Шумилов (21 мая 1970, Ленинград) — российский футболист, защитник; тренер.

## Биография
С 10 лет воспитанник клуба «Кировец-Надежда» Ленинград. В 1990 году играл в первенстве РСФСР среди КФК за «СКА-Калининец». В 1991 году за «Кировец» провёл 39 игр во второй низшей лиге СССР. В дальнейшем выступал за команды первой и второй российских лиг. Играл за клубы «Смена-Сатурн»/«Сатурн-1991» (1992—1995), «Локомотив-Сатурн» (1996), «Гатчина» (1997), «Лада-Град» Димитровград (1997), «Динамо» СПб (1998—1999, 2001), «Металлург» Выкса (1999—2000), «Петротрест» (2002—2005).
По окончании карьеры игрока — тренер в СШОР «Зенит». Команда игроков 2003 года рождения под руководством Шумилова и Сергея Дмитриева в 2019 году стала победителем Riga Cup 2019 и первенства России среди команд спортивных школ.